# NGC 769
NGC 769 (również PGC 7537 lub UGC 1467) – galaktyka spiralna (Sc), znajdująca się w gwiazdozbiorze Trójkąta. Odkrył ją Truman Safford 9 listopada 1866 roku. Niezależnie odkrył ją Édouard Jean-Marie Stephan 5 listopada 1882 roku.